# Notre-Dame-de-Lorette (Métro Paris)

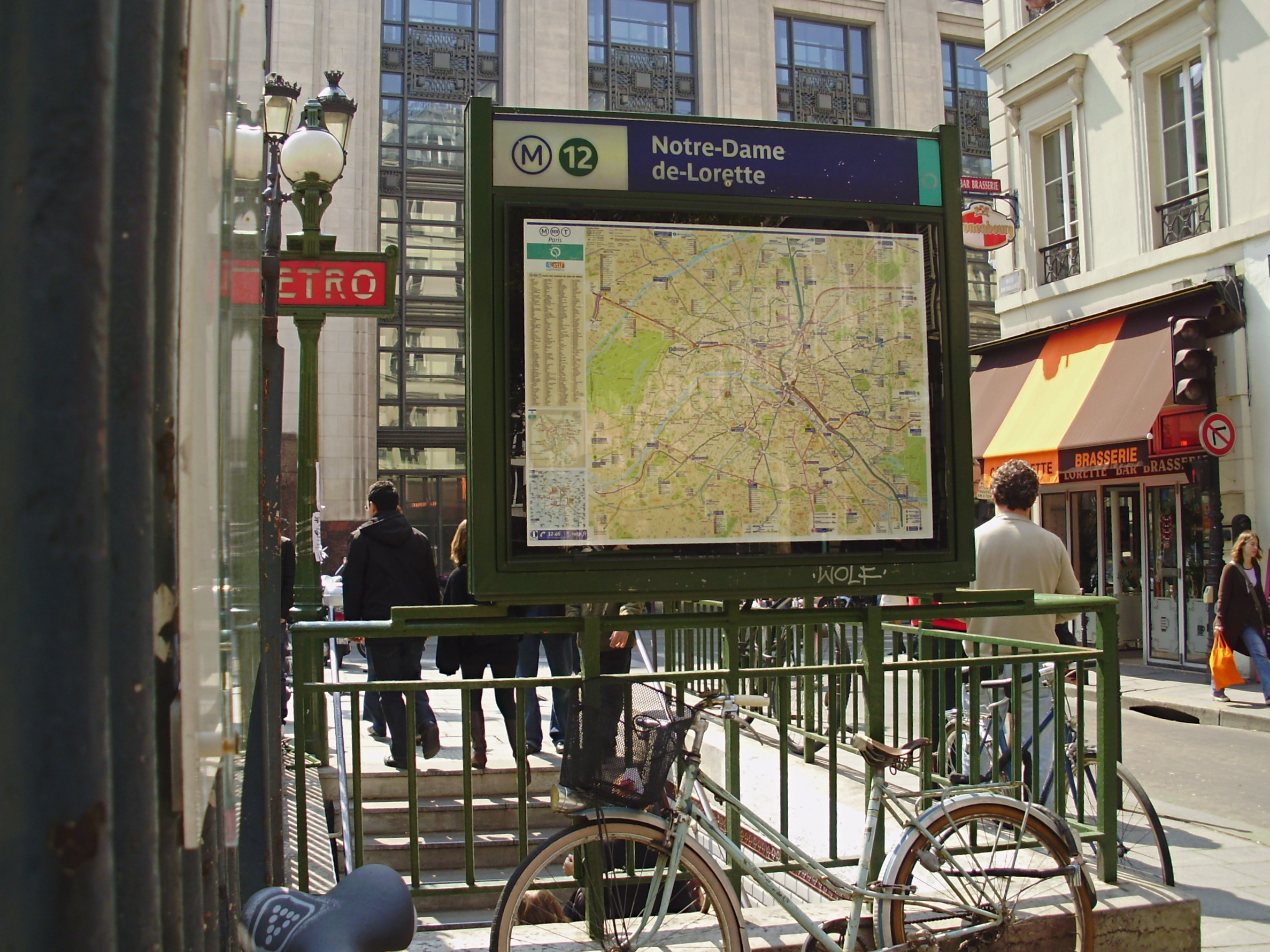
Zugang mit Art-déco-Kandelaber an der Kirche Notre-Dame-de-Lorette

Notre-Dame-de-Lorette [nɔtʁə dam də lɔʁɛt] ist eine unterirdische Station der Linie 12 der Pariser Métro.

## Lage
Der U-Bahnhof befindet sich im Quartier de la Chaussée-d’Antin an der Grenze zum Quartier du Faubourg Montmartre im 9. Arrondissement von Paris. Er liegt längs unter der Rue de Châteaudun in Höhe deren Kreuzung mit der Rue Saint-Georges.

## Name

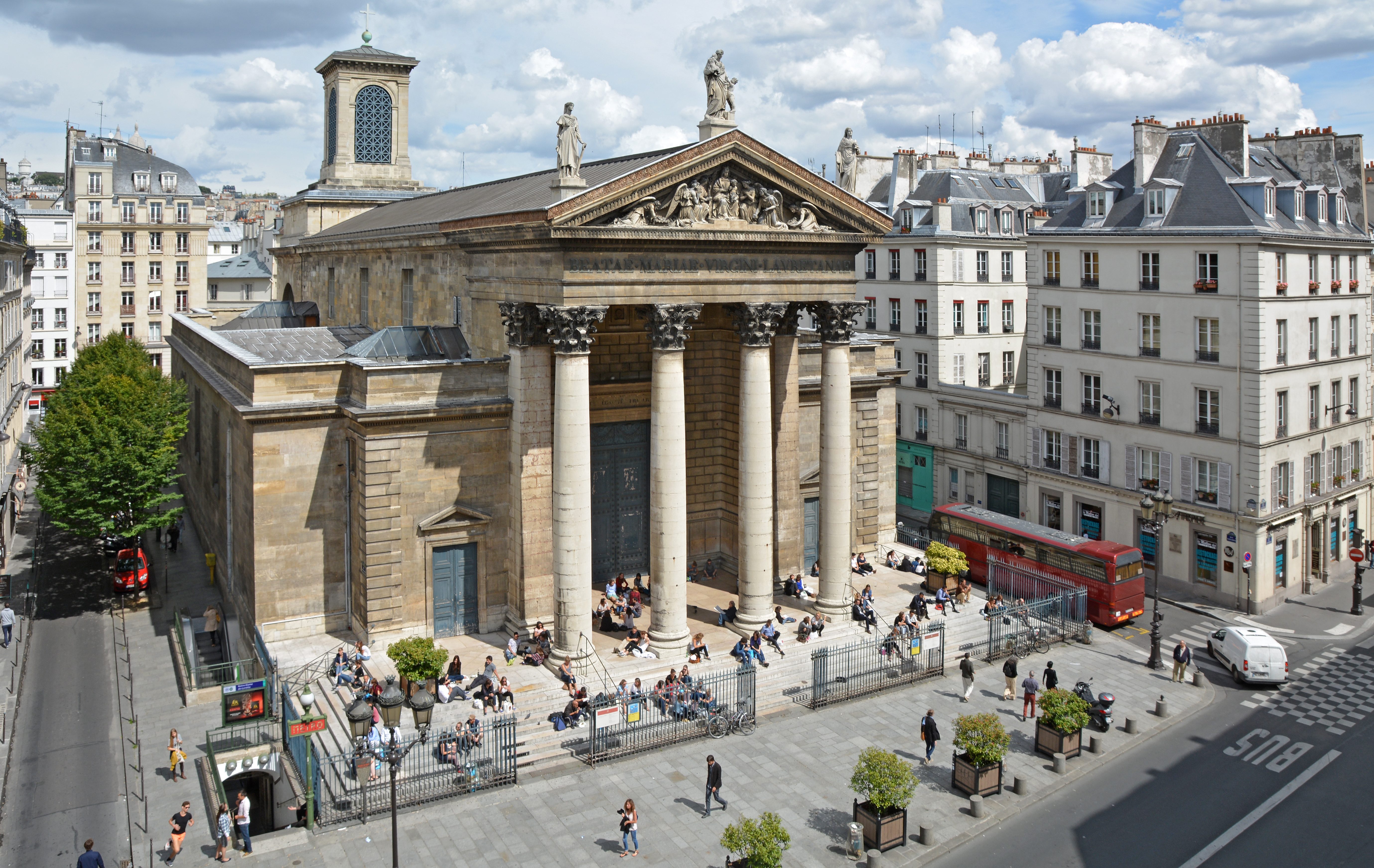
Notre-Dame-de-Lorette

Namengebend ist die nahe Pfarrkirche Notre-Dame-de-Lorette. Der Legende nach soll die „Jungfrau“ Maria, von Engeln begleitet, im italienischen Küstenort Loreto an Land gegangen sein. Die ihr geweihte, im Stil einer römischen Basilika erbaute Kirche entstand zwischen 1823 und 1836.

## Geschichte
Die Linie 12 wurde als Linie A von der Société du chemin de fer électrique souterrain Nord-Sud de Paris (Nord-Sud) gebaut und bis 1930 von ihr betrieben. Mit der Eröffnung des ersten Abschnitts von Notre-Dame-de-Lorette bis Porte de Versailles ging die Station als deren vorläufig nördlicher Endpunkt am 5. November 1910 in Betrieb. Am 8. April 1911 wurde die Linie A über Notre-Dame-de-Lorette hinaus bis Pigalle verlängert.
Die Linie A wurde am 27. März 1931 in Linie 12 umbenannt, nachdem die Nord-Sud im Vorjahr in der bislang konkurrierenden Compagnie du chemin de fer métropolitain de Paris (CMP) aufgegangen war.

## Beschreibung
Unter einem elliptischen, weiß gefliesten Gewölbe liegen zwei Seitenbahnsteige an zwei Streckengleisen. Anders als bei den von der CMP errichteten Stationen folgen die Seitenwände nicht der Krümmung der Ellipse, sondern verlaufen im unteren Bereich senkrecht. Typisch für die U-Bahnhöfe der Nord-Sud wurde die Station etwas prunkvoller als die Stationen der CMP erbaut, sie präsentiert sich nach der Renovierung aber deutlich schlichter. Wegen der ursprünglich auf den Strecken der Nord-Sud vorhandenen Oberleitung ist sie geringfügig höher als die unter ähnlichen Gewölben liegenden CMP-Stationen. Sie weist die ursprüngliche Pariser Standardlänge von 75 m, ausreichend für Fünf-Wagen-Züge, auf. Unmittelbar östlich der Station biegt die Strecke in einer engen 90-Grad-Kurve nach Norden unter die Rue Bourdaloue ein.
Die Station hat an beiden Enden je einen Zugang. Der östliche Zugang liegt seitlich vor der Kirche Notre-Dame-de-Lorette, er weist nicht das für die Nord-Sud typische Dekor, sondern einen von Adolphe Dervaux im Stil des Art déco entworfenen Kandelaber mit dem Schriftzug METRO auf. Dort existiert ein zusätzlicher Ausgang mit einer Rolltreppe. Der zweite Zugang westlich der Rue Saint-Georges ist nicht auffällig markiert.

## Fahrzeuge
Auf der Linie 12 verkehrten zunächst Züge der Nord-Sud-Bauart Sprague-Thomson, die sich in mehreren Punkten von den Sprague-Thomson-Fahrzeugen der CMP unterschieden. Auffallendes Merkmal war die Stromversorgung des führenden Triebwagens mittels eines Pantographen. Nach der Übernahme der Nord-Sud durch die CMP wurde diese Betriebsform in den 1930er Jahren aufgegeben. In den 1970er Jahren schieden die Nord-Sud-Züge zugunsten der Sprague-Thomson-Regelbauart aus, 1977 kamen dann moderne Züge der Baureihe MF 67 auf die Strecke.

## Umgebung
- Notre-Dame-de-Lorette

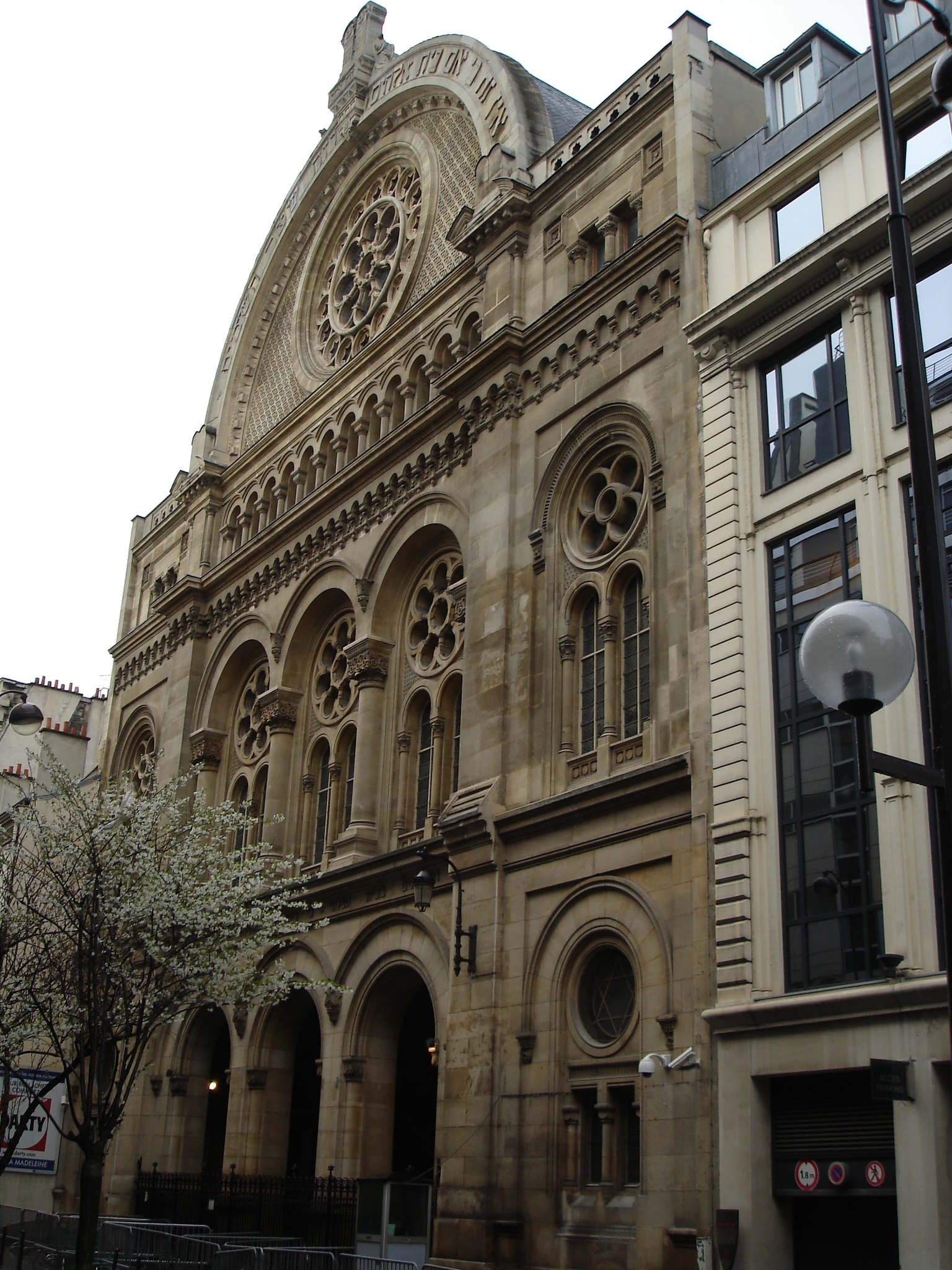
Grande Synagogue de Paris

- Große Synagoge (Grande Synagogue de Paris), größte Synagoge Frankreichs